# Kościół św. Jana w Trzebiatowie
Kościół św. Jana w Trzebiatowie – neogotycki kościół luterański w Trzebiatowie z przełomu XIX i XX wieku. Forma architektoniczna kościoła przypomina zwykły, jednopiętrowy budynek mieszkalny ze stromym dachem. W partii centralnej zakomponowana została, wysoka na 35 m, smukła wieża z dwoma dzwonami odlanymi w 1931 przez Franca Schillinga z Apoldy koło Weimaru.

## Historia
Kościół został zbudowany w 1904 na miejscu poprzedniej świątyni istniejącej od 1850. Pierwotnie kościół należał do założonej w 1849 roku trzebiatowskiej parafii Kościoła Staroluterańskiego w Prusach. Świątynię poświęcono 17 września 1905 roku.
Po II wojnie światowej kościół był przez pewien okres użytkowany przez Kościół rzymskokatolicki. Poświęcenie w obrządku łacińskim miało miejsce 15 września 1945 roku. Nosił wówczas wezwanie Przemienienia Pańskiego. Przy świątyni pracowały zakonnice ze Zgromadzenia Służebniczek Najświętszej Maryi Panny.
Od 17.07.1950 kościół jest filią parafii ewangelicko-augsburskiej Świętej Trójcy w Szczecinie.

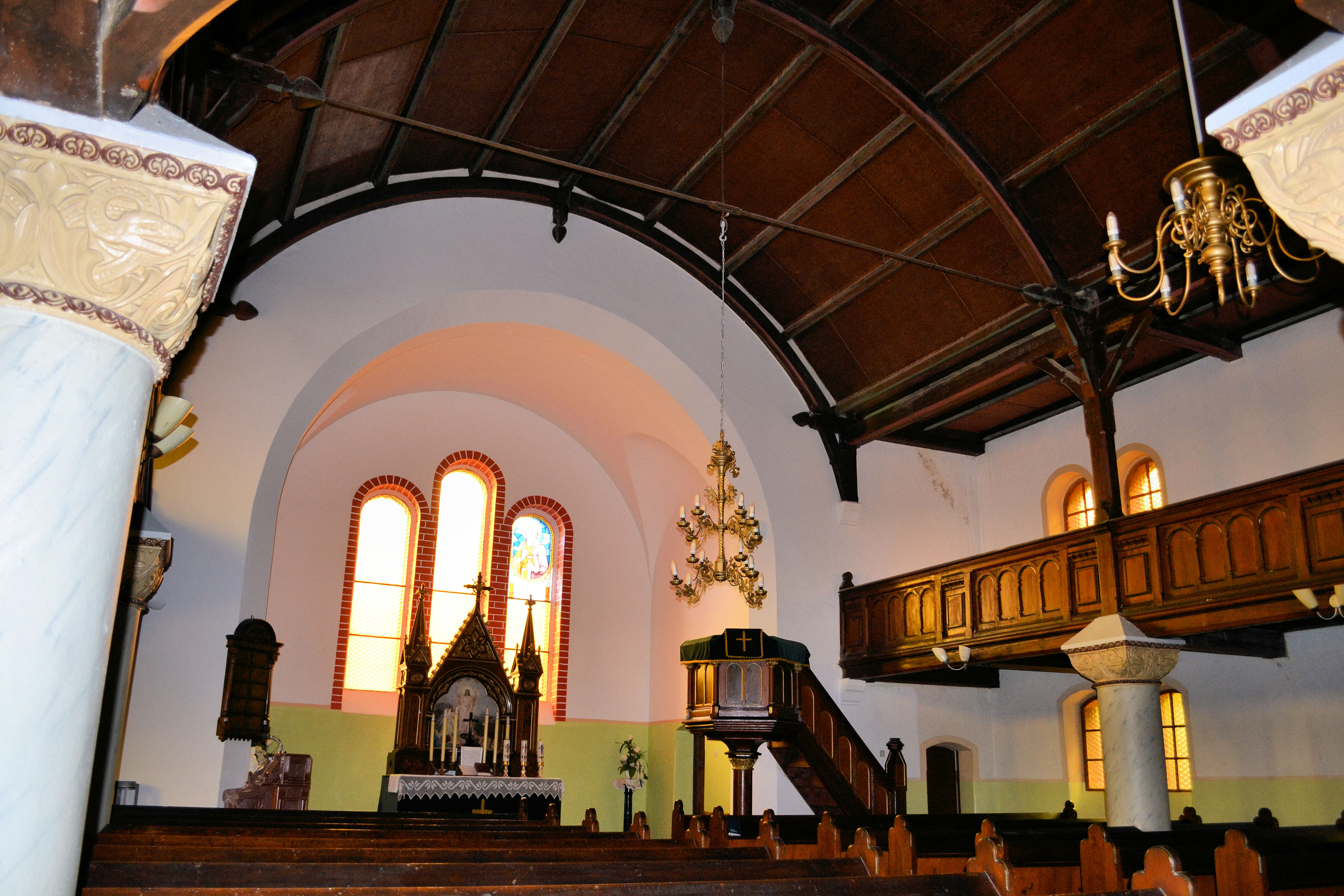
Wnętrze
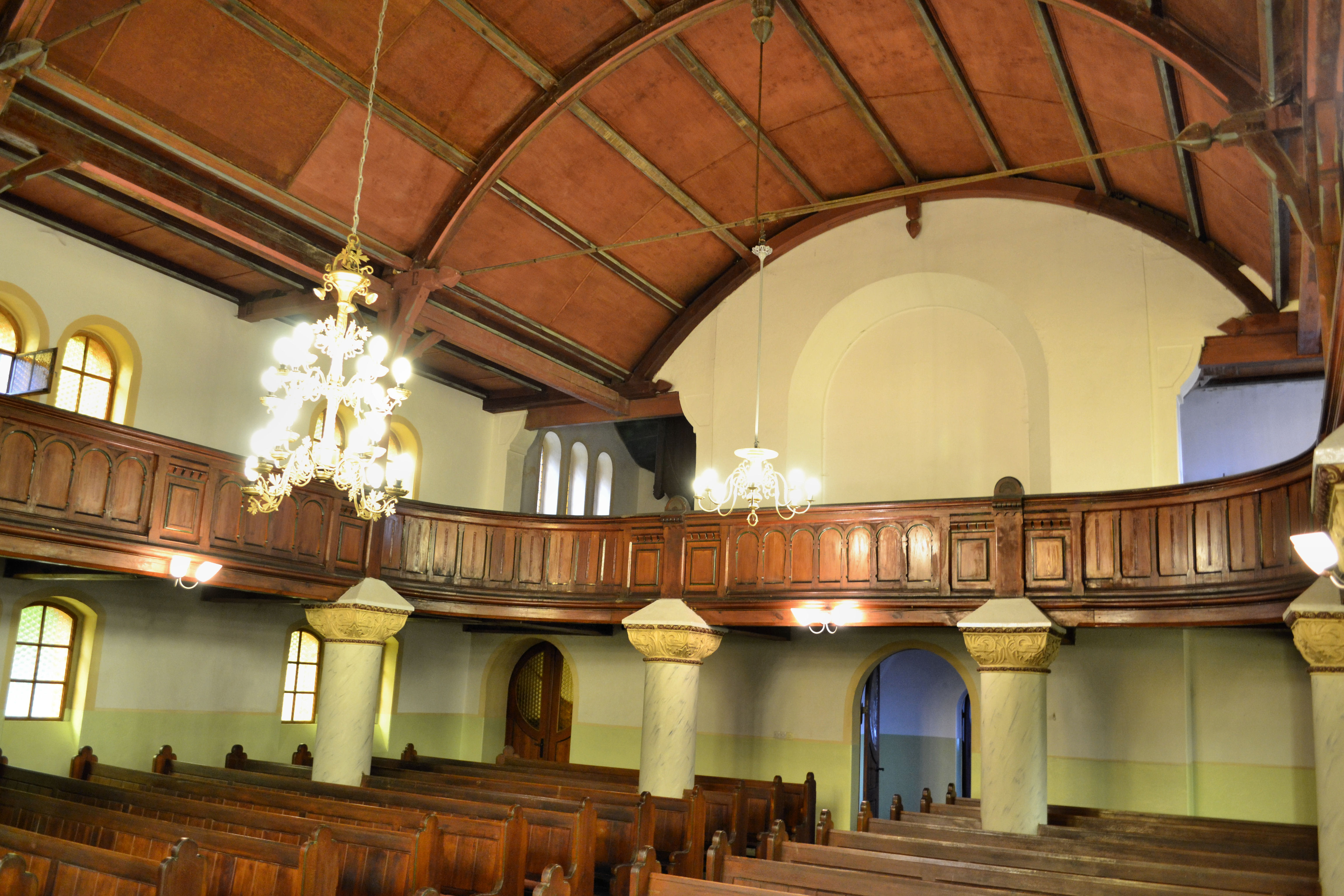
Wnętrze
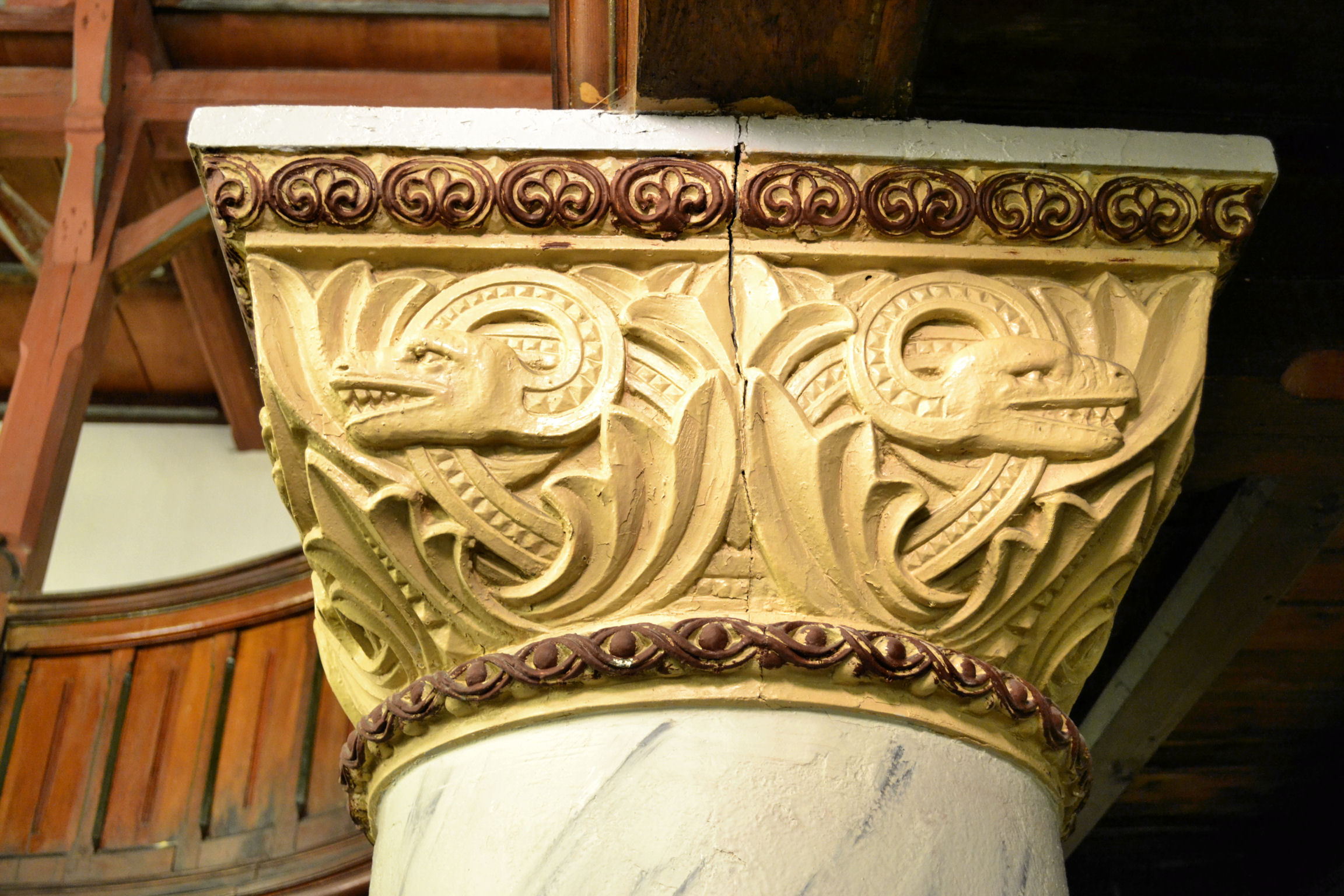
Głowica kolumny
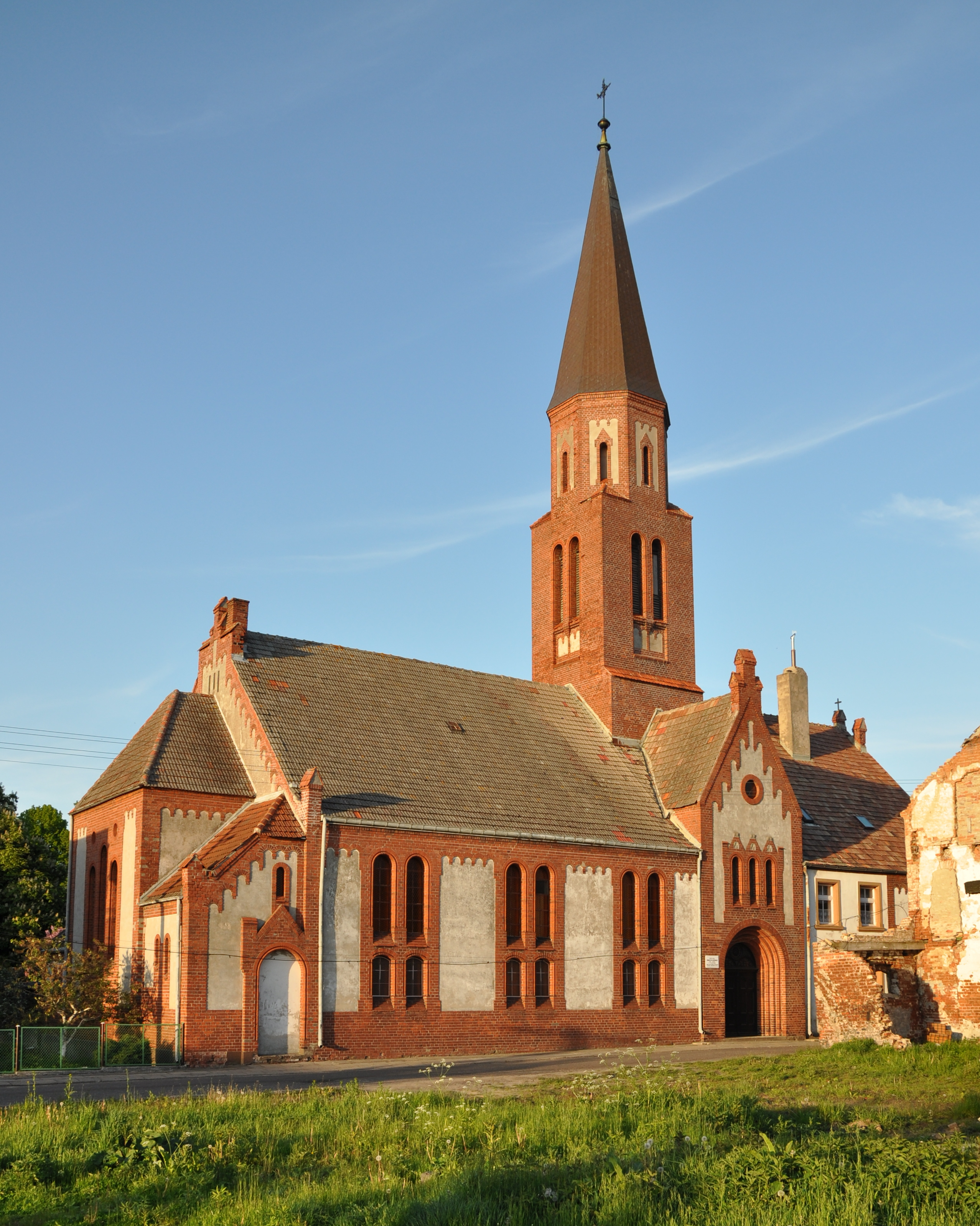
Kościół od ul. Żółwiej